# Мрки шумски валаби
Мрки шумски валаби или мрки доркопсис (лат. Dorcopsis muelleri) је врста сисара торбара из породице кенгура и валабија (Macropodidae).

## Распрострањење
Врста је присутна у Западној Новој Гвинеји (Индонезија).

## Станиште
Станишта врсте су шуме и мочварна подручја. Врста је присутна на подручју острва Нова Гвинеја.

## Начин живота
Женка обично окоти по једно младунче.

## Угроженост
Ова врста је наведена као последња брига, јер има широко распрострањење и честа је врста.